# Ньюберрі (Південна Кароліна)
Ньюберрі (англ. Newberry) — місто (англ. city) в США, в окрузі Ньюбері штату Південна Кароліна. Населення — 10 691 особа (2020).

## Географія
Ньюберрі розташоване за координатами 34°16′56″ пн. ш. 81°36′6″ зх. д. / 34.28222° пн. ш. 81.60167° зх. д. (34.282348, -81.601558).  За даними Бюро перепису населення США в 2010 році місто мало площу 22,22 км², з яких 22,21 км² — суходіл та 0,01 км² — водойми.

## Демографія
Згідно з переписом 2010 року, у місті мешкало 10 277 осіб у 3937 домогосподарствах у складі 2390 родин. Густота населення становила 463 особи/км².  Було 4521 помешкання (204/км²).
Расовий склад населення:
| - 45,6 % — чорних або афроамериканців - 45,4 % — білих - 0,6 % — азіатів - 0,4 % — корінних американців - 0,1 % — вихідців з тихоокеанських островів - 6,1 % — осіб інших рас |

До двох чи більше рас належало 1,8 %. Частка іспаномовних становила 8,6 % від усіх жителів.
За віковим діапазоном населення розподілялося таким чином: 22,7 % — особи молодші 18 років, 60,9 % — особи у віці 18—64 років, 16,4 % — особи у віці 65 років та старші. Медіана віку мешканця становила 33,2 року. На 100 осіб жіночої статі у місті припадало 85,8 чоловіків;  на 100 жінок у віці від 18 років та старших — 82,1 чоловіків також старших 18 років.
Середній дохід на одне домашнє господарство  становив 44 688 доларів США (медіана — 33 680), а середній дохід на одну сім'ю — 51 921 долар (медіана — 38 899). Медіана доходів становила 27 268 доларів для чоловіків та 27 351 долар для жінок. За межею бідності перебувало 26,3 % осіб, у тому числі 38,2 % дітей у віці до 18 років та 13,1 % осіб у віці 65 років та старших.
Цивільне працевлаштоване населення становило 3748 осіб. Основні галузі зайнятості: виробництво — 24,5 %, освіта, охорона здоров'я та соціальна допомога — 21,8 %, мистецтво, розваги та відпочинок — 11,3 %, роздрібна торгівля — 9,3 %.